# I Want You to Need Me
Pistes de All The Way... A Decade of Song
Then You Look at Me Live (for the One I Love)
I Want You To Need Me est une chanson de Céline Dion composée par Diane Warren qui se trouve sur sa compilation All The Way... A Decade of Song. Elle est lancée comme troisième extrait partout dans le monde le 15 juillet 2000.
Le vidéoclip a été dirigé par Liz Friedlander pour une sortie le 1er mai 2000. Il est inclus sur le DVD All The Way... A Decade of Song & Video.
Au Canada, la chanson débute en 1er position et passe 24 semaines dans les charts. Elle figure également au top 40 en Suisse et en Suède.

## Charts
| Pays                                     | Meilleure Position |
| ---------------------------------------- | ------------------ |
| Belgique Flandre                         | 75                 |
| Belgique Wallonie                        | 73                 |
| Canada                                   | 1                  |
| Pays-Bas                                 | 49                 |
| Suède                                    | 25                 |
| Suisse                                   | 40                 |
| États-Unis Billboard Adulte Contemporain | 12                 |